# Lei Tingjie
Lei Tingjie (chiń. upr. 雷挺婕; pinyin Léi Tǐngjié; ur. 13 marca 1997 w Chongqing) – chińska szachistka, arcymistrzyni od 2014 roku. Posiadaczka tytułu arcymistrza od 2017  roku.

## Kariera szachowa
W 2014 wygrała 4. China Women Masters Tournament, zdobyła 6,5 pkt. z 9 punktów możliwych do zdobycia. W 2015 roku zwyciężyła w Women's open Moscow Open, gdzie zdobyła 8 punktów, tym samym wyprzedziła o 1 pkt. Aleksandrę Goriaczkinę. W 2016 wraz z drużyną chińską zwyciężyła w Asian Nations Cup w Dubaju. W czerwcu 2017 wygrała 6. Chinese Women's Masters Tournament, gdzie wyprzedziła Tan Zhongyi o zaledwie pół punktu. W grudniu zdobyła srebrny medal Women's World Rapid Chess Championship, zawody odbyły się w Rijdzie. W 2021 triumfowała w FIDE Women's Grand Swiss Tournament 2021, tym samym zapewniła sobie miejsce w turnieju pretendentów kobiet. W kwietniu 2023  wygrała Turniej Kandydatów Kobiet 2022–2023 po pokonaniu Tan Zhongyi 3,5 – 1,5 pkt. W lipcu 2023 roku zagrała mecz o Mistrzostwo Świata i przegrała z Ju Wenjun.
Najwyższy ranking w dotychczasowej karierze osiągnęła 1 sierpnia 2023, z wynikiem 2550 punktów.